# La Poza, Querétaro Arteaga
La Poza är en ort i Mexiko.   Den ligger i kommunen Corregidora och delstaten Querétaro Arteaga, i den centrala delen av landet, 180 km nordväst om huvudstaden Mexico City. La Poza ligger 1 968 meter över havet och antalet invånare är 324.
Terrängen runt La Poza är kuperad åt nordost, men åt sydväst är den platt. Runt La Poza är det ganska tätbefolkat, med 104 invånare per kvadratkilometer. Närmaste större samhälle är Santiago de Querétaro, 12,7 km norr om La Poza. Omgivningarna runt La Poza är en mosaik av jordbruksmark och naturlig växtlighet.